# C/1999 F1
C/1999 F1 (Catalina) är en långperiodisk komet som upptäcktes den 23 mars 1999 av Catalina Sky Survey (CSS). Senare beräkningar som baserar sig på 2 360 dagars observationer har visat att den i början av 2000-talet faktiskt är den mest långperiodiska komet som astronomerna känner till. Kometens aphelium ligger på 66 600 AU (eller 1,05 ljusår) och omloppsperioden är ungefär 6 miljoner år.
C/1999 F1 kommer att befinna sig närmast Neptunus 2017.